# Louis Fauche-Borel
Pour les articles homonymes, voir Borel et Fauche (homonymie).
Louis Fauche, dit Fauche-Borel, né le 12 avril 1762 à Neuchâtel en Suisse et mort le 4 septembre 1829 dans la même ville, est un des acteurs de la mouvance royaliste sous la Révolution française et le Premier Empire.

## Sous la Révolution
Fils et associé du libraire et imprimeur Samuel Fauche, imprimeur du roi de Prusse — la principauté de Neuchâtel est alors prussienne — franc-maçon et calviniste, Fauche-Borel accueille au départ favorablement la Révolution française. Il fut par exemple, et bien avant les événements, avec ses partenaires Faure et Vitel, le premier éditeur de l’Erotika Biblion de Mirabeau, dont le rôle de tribun sera déterminant.
Mais son contact avec les émigrés français modifie radicalement ses opinions et il passe au service de la contre-révolution. En 1795, le comte de Montgaillard lié au comte de Provence le charge de prendre contact avec Jean-Charles Pichegru et Louis Joseph de Bourbon-Condé. Il réussit sa mission, est arrêté mais est libéré et regagne la Suisse.
Il recontacte Pichegru à Arbois en juin 1796 puis à Paris en août. Le coup d'État du 18 fructidor an V (4 septembre 1797) met un terme au complot. Il tente aussi d'entrer en relation avec Barras pour le rallier à la cause des Bourbons. À Londres, il reprend contact avec Pichegru, évadé de Guyane. Il travaille pour l'agence royaliste d'Augsbourg, dite de Souabe. Aidé du marquis de la Maisonfort, il essaie à nouveau d'amener Barras dans le camp royaliste. Il rencontre Louis XVIII à Mitau. Le coup d'État du 18 Brumaire (9 novembre 1799) met fin à ces tentatives.

## Sous le Consulat et le Premier Empire
En 1801, il cherche à réconcilier Moreau et Pichegru pour leur faire embrasser la cause royaliste. Arrêté sur dénonciation à Paris en juillet 1802, il s'évade le 1er janvier 1804 mais est repris neuf jours plus tard. On le relâche en février 1806, après lui avoir fait promettre de travailler pour le gouvernement français. Il rédige des rapports insignifiants mais imprime secrètement les proclamations de Louis XVIII pour les envoyer à Paris. Fouché ordonne son arrestation. Il se réfugie à Londres. Une machination montée par Fouché lui fait croire qu'un comité royaliste regroupe de hauts personnages à Paris. Il entre en conflit avec Joseph de Puisaye, qui ne croit pas à l'existence de ce comité. Il est expulsé à Jersey, où il reste jusqu'à la Restauration.

## Sous la Restauration
Après l'avènement de Louis XVIII, on découvre qu'il a été manipulé par la police impériale. Un procès démontre sa naïveté, il obtient une indemnité pour services rendus. Mais devenu neurasthénique, il se suicide par défenestration dans sa maison de Neuchâtel.
Il a laissé des Mémoires, publiés à Paris en 1829 (4 volumes in-8).